# 1953 dans les parcs de loisirs
| Années des parcs de loisirs : 1950 - 1951 - 1952 - 1953 - 1954 - 1955 - 1956    |
| Décennies des parcs de loisirs : 1920 - 1930 - 1940 - 1950 - 1960 - 1970 - 1980 |

## Parcs d'attractions

### Ouverture
- LunEur (en) ( Italie)

## Attractions

### Montagnes russes
| Nom            | Type/Modèle | Constructeur | Parc             | Pays  |
| -------------- | ----------- | ------------ | ---------------- | ----- |
| Roller Coaster | Assise      | Togo         | Parc Hanayashiki | Japon |

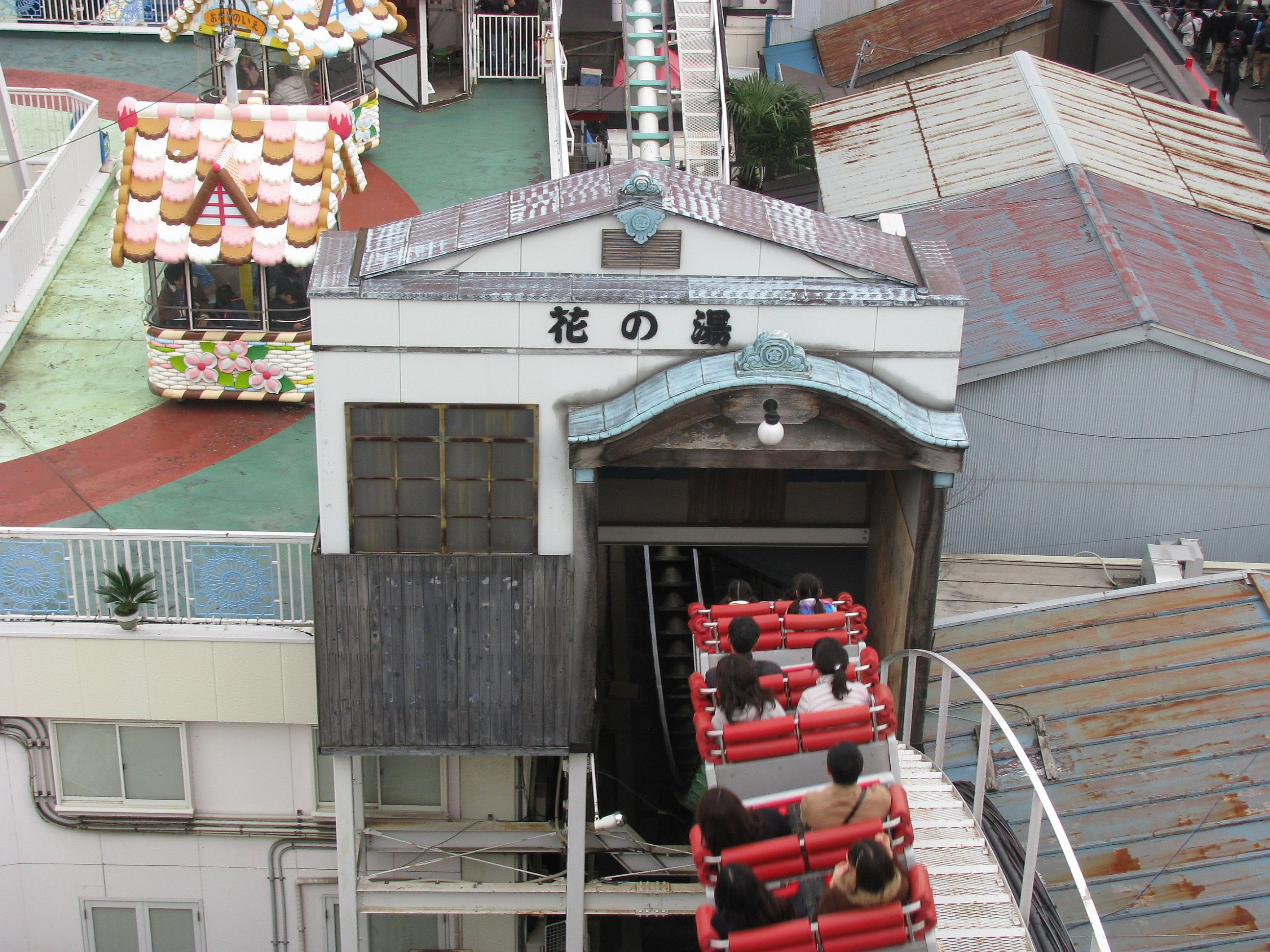
Roller Coaster au parc Hanayashiki

### Autres attractions
| Nom                                  | Type/Modèle     | Constructeur | Parc      | Pays     |
| ------------------------------------ | --------------- | ------------ | --------- | -------- |
| Bois des Contes                      | Bois des contes | Meli Park    | Meli Park | Belgique |
| Roeivijver (« l'étang de canotage ») | Barques         | Efteling     | Efteling  | Pays-Bas |